# Kisa Wärdshus
Kisa Wärdshus är ett hotell i Kisa i Kinda kommun.
Kisa Wärdshus är en av Sveriges äldsta värdshusrörelser, med verksamhet sedan 1600-talet vid den dåtida inlandsvägen mellan Stockholms slott och Kalmar slott. Gustav II Adolf byggde ett stall för ett 40-tal hästar och boningshus på platsen. Karl XII logerade på Kisa Wärdshus den 26 augusti 1698. 
Av hotellets tre byggnader är "Wärdshuset" från 1885, på den gamla värdshusgrunden från tidigt 1600-tal, "Gästgivargården" från 1777 och "Röda Stugan" från 1863.